# Tetyana Prorochenko
Tatyana Prorochenko (russo: Татьяна Пророченко, ucraniano: Тетяна Пророченко); Berdyansk, 15 de março de 1952 – 11 de março de 2020) foi uma velocista ucraniana que tornou-se campeã olímpica representando a União Soviética.
Velocista versátil entre os 100 m e os 400 m rasos, competiu em Montreal 1976 no revezamento 4x100 m conquistando uma medalha de bronze. Quatro anos depois, em Moscou 1980, tornou-se campeã olímpica integrando o revezamento 4x400 m junto com Tatyana Goyshchik, Nina Zyuskova e Irina Nazarova.
Morreu no dia 11 de março de 2020, aos 67 anos.